# Amata bifasciata
Amata bifasciata is een vlinder uit de familie spinneruilen (Erebidae), onderfamilie beervlinders (Arctiinae). De wetenschappelijke naam van de soort is voor het eerst geldig gepubliceerd in 1857 door Hopffer.
Deze nachtvlinder komt voor in tropisch Afrika.